# Gui Pape
Gui Pape ou Guy Pape ou Gui de la Pape né en 1402 à Saint-Symphorien-d'Ozon (Rhône) et mort en 1475 à Grenoble (Isère), est un jurisconsulte français, avocat et conseiller delphinal du Dauphiné.

## Biographie
Il est le fils de Jean Pape, maître des métiers de la ville de Lyon, et de Catherine Aymar.
En 1430, Gui Pape achève ses études de droit à l'université de Pavie en obtenant un doctorat.
Au cours de sa carrière, il instruit plusieurs procès de personnes jugées coupables de sorcellerie, notamment Antoinette Chaboud (dite la « Sorcière de Vif ») le 16 juillet 1438 ou encore son propre beau-père, Étienne Guillon, qui finit exilé de la province du Dauphiné,.
De 1439 jusqu'à sa mort en 1475, il possède le titre de seigneur de Saint-Auban.
En 1440, il est pourvu d'un office au Conseil delphinal ; il reste conseiller delphinal jusqu'en 1453, lorsque le Conseil est érigé en parlement. Conservant sa place, il devient alors conseiller au Parlement du Dauphiné, et ce jusqu'en 1461.
Il est marié à Louise Guillon jusqu'à sa mort, en 1461. Par la suite, il se remarie avec Catherine de Cizerin dont il a quatre fils et deux filles.
Il meurt en 1475.

## Hommages
Son nom est aujourd'hui resté attaché à sa jurisprudence.
Un parc sur le site de la Bastille à Grenoble porte son nom, ainsi qu'une rue de Grenoble longeant le Parlement du Dauphiné et reliant la place du Tribunal au quai Stéphane Jay.

## Œuvres
- (la) Consilia, Frankfurt am Main, Sigmund Feyerabend, Erben, 1594 (lire en ligne)